# Guelo Star
Miguel de Jesús Cruz (Ponce, 19 de septiembre de 1981), conocido artísticamente como Guelo Star, es un rapero, compositor y productor discográfico puertorriqueño.
En su trayectoria musical ha trabajado con Daddy Yankee, Pipe Calderón, De La Ghetto, Jowell & Randy, Wisin, Don Omar, Ivy Queen, entre otros. Ha sido reconocido en tres ocasiones como "Compositor del año" en los premios ASCAP.

## Carrera musical

### 1999-2006: Inicios
Comenzó su carrera musical escribiendo y produciendo para otros artistas, estableciéndose en el rap y reguetón. Inicialmente, formó parte del dúo de Jamsha & Guelo Star: Los Puti-Puerkos. Trabajo para DJ Blass en álbumes como @ria 51: Aliados Al Escuadron (1999) y Reggaeton Sex Vol. 2 (2000). 
En los años 2005 y 2006 se encargó de la composición de éxitos mundiales para los artistas de Reguetón Jowell & Randy como "Siente El Boom", "Agresivo" o "Soy Una Gargola"

### 2007-2010: Casa de Leones
En 2007, unió fuerzas con los dúos, Jaime Borges y Héctor Padilla (J-King & Maximan), y Randy Ortiz y Joel Muñoz (Jowell & Randy) y fueron contratados por el productor de reguetón de White Lion Records, Elías De León. Posteriormente se les conoció como Casa de Leones.  Su primer álbum de estudio fue lanzado el 26 de junio de 2007, y su sencillo No Te Veo alcanzó el puesto número 4 en las listas Hot Latin Charts de Billboard.
A partir de 2008, Casa de Leones se separó, sin embargo, en ocasiones posteriores han colaborado igualmente. Los entonces ex-5 miembros, todavía firmados por White Lion, mantienen una estrecha relación de trabajo. Posteriormente, en 2008 ha sido el encargado de escribir varios temas del álbum musical de De La Ghetto en su debut titulado Masacre musical. 
Guelo Star ha formado parte de algunos de los éxitos más populares del reguetón, siendo ganador de tres años consecutivos del premio ASCAP como compositor del año por canciones como "Soy una gargola" de Randy (2007), "Siente el boom" de Tito El Bambino junto a Randy (2007), "No te veo" (2007) y "Quitarte to'" de Tego Calderón junto a Randy (2008).
En el año 2009 lanzó su primer mixtape titulado La Pelicula Viviente, este constó de 16 sencillos y colaboraciones con artistas como Zion & Lennox, Arcángel, J King & Maximan, Tony Lenta, Jamsha, entre otros.

### 2011-2015:The Movie Man, The Movie Under
En el año 2011 Guelo reapareció escribiendo 3 sencillos para el álbum de Gocho titulado Mi Música, en este participaron artistas como Ñengo Flow, Jory Boy, entre otros.
El 6 de noviembre de 2012, lanzó su álbum debut The Movie Man. Cuenta con colaboraciones de Jowell y Randy, La India, De la Ghetto, J-King y Maximan. Tras la aceptación de sus composiciones y meses de negociaciones, su oficina de gestión, GLAD Empire, pudo cerrar el negocio con Universal Music Group, para la gestión editorial de su catálogo. En ese mismo año lanzó su segundo mixtape Yums y el año siguiente (2013) la secuela del mismo titulada Yums 2.
En el año 2015 lanzó su segundo álbum de estudio titulado The Movie Under

### 2016-presente:The Movie Man 2y sencillos
En el año 2018 lanzó su tercer álbum de estudio titulado The Movie Man 2 (una secuela de The Movie Man), este álbum contó con colaboraciones de artistas como Arcángel, Jowell & Randy, MC Ceja, De la Ghetto, entre otros. En ese mismo año también compuso una de las canciones más exitosas del momento, "Ámame o mátame", interpretada por Ivy Queen y Don Omar.
En el año 2019 lanzó el sencillo Sedúceme junto a Rafa Pabön, Lyanno, Juanka "El Problematik" y otros. En el año 2020 lanzó su propia versión del sencillo Enemigos Ocultos de Ozuna, en su versión colaboró con el artista puertorriqueño Endo, en el año 2021 también lanzó su propia versión de la canción de Farruko, Pepas.

## Discografía

### Álbumes de estudio
- 2012: The Movie Man
- 2015: The Movie Under
- 2018: The Movie Man 2

### Mixtapes
- 2008: La Pelicula Viviente
- 2011: Before the Movie
- 2011: Before the Movie Vol. 2
- 2012: Yums
- 2013: Yums 2
- 2022: Perreo King

### Álbumes colaborativos
- 2007: Casa de leones (con Jowell & Randy, J King & Maximan)
- 2015: Double Trouble (con MC Ceja)

## Créditos de composición
Con un catálogo que supera las 500 composiciones, Guelo Star ha dejado huella en numerosos temas con importantes exponentes como 
De La Ghetto, Daddy Yankee, J Álvarez, J Balvin, Jory Boy, MC Ceja, Gotay, Dálmata, Wisin & Yandel, Jowell & Randy, Tito el Bambino y otros.
| Año  | Canción                           | Intérprete(s)                                                    | Álbum                           |
| ---- | --------------------------------- | ---------------------------------------------------------------- | ------------------------------- |
| 2005 | "Sandunguero"                     | Cheka Featuring Guelo Star                                       | Sandunguero Hits                |
| 2006 | "Agresivo"                        | Jowell & Randy featuring Arcángel                                | La Calle (Vol. 1)               |
| 2006 | "Siente El Boom"                  | Tito el Bambino featuring Randy                                  | Chosen Few II: El Documental    |
| 2006 | "Soy Una Gargola"                 | Randy                                                            | Gárgolas 5: The Next Generation |
| 2006 | "Agresivo (Official Remix)"       | Jowell & Randy featuring Arcángel, Daddy Yankee and De La Ghetto | King of Remix                   |
| 2007 | "Agresivo II"                     | Jowell & Randy                                                   | Los Más Sueltos del Reggaetón   |
| 2007 | "No Te Veo"                       | Jowell & Randy                                                   | Los Más Sueltos del Reggaetón   |
| 2007 | "Que Te Vaya Bien (Remix)"        | Randy                                                            | Los Más Sueltos del Reggaetón   |
| 2007 | "Siente El Boom (Official Remix)" | Tito el Bambino featuring Jowell & Randy and De La Ghetto        | The Boss of The Block (Vol. 1)  |
| 2007 | "El Bum Bum"                      | Tito el Bambino                                                  | It's My Time                    |
| 2007 | "No Quiero Soltarte"              | Tito el Bambino                                                  | It's My Time                    |
| 2007 | "Quitarte To'"                    | Tego Calderon featuring Randy                                    | El Abayarde Contra-Ataca        |
| 2007 | "Veo"                             | Zion                                                             | El Pentágono                    |
| 2007 | "Momento Que Te Vi"               | De la Ghetto                                                     | Masacre Musical                 |
| 2007 | "No Me Digas Que No"              | De la Ghetto                                                     | Masacre Musical                 |
| 2007 | "Perdición"                       | De la Ghetto                                                     | Masacre Musical                 |
| 2007 | "Como El Viento"                  | De la Ghetto                                                     | Masacre Musical                 |
| 2007 | "Así Es"                          | De la Ghetto                                                     | Masacre Musical                 |
| 2007 | "Royal Rumble (Se Van)"           | Daddy Yankee, Don Omar y otros artistas.                         | Mas Flow: Los Benjamins         |
| 2007 | "Welcome To My Crib"              | Randy                                                            | Mas Flow: Los Benjamins         |
| 2007 | "Cuarta Nivel"                    | Zion featuring Jowell & Randy                                    | The Perfect Melody              |
| 2011 | "Veneno"                          | Gocho                                                            | Mi Música                       |
| 2011 | "Lento"                           | Gocho featuring Guelo Star                                       | Mi Música                       |
| 2011 | "Todas Las Solteras"              | Gocho featuring Jory and Ñengo Flow                              | Mi Música                       |
| 2012 | "Amigas Celosas"                  | Pipe Calderon featuring Guelo Star                               | Se Lleva En La Sangre           |
| 2012 | "Ella Lo Que Quiere Es Salsa"     | Víctor Manuelle featuring Julio Voltio, Jowell & Randy           |                                 |
| 2012 | "Amigas Celosas (Official Remix)" | Pipe Calderon featuring Guelo Star, Randy and Arcángel           | Una Nota Con Elegancia          |
| 2013 | "Una Semana"                      | De la Ghetto featuring Guelo Star                                | Chosen Few Urbano: Continues    |
| 2013 | "Sensual Mujer"                   | Jenny La Sexy Voz                                                | Chosen Few Urbano: Continues    |
| 2014 | "Sensual Mujer (Official Remix)"  | Jenny La Sexy Voz featuring Mr. Vegas, Chiko Swagg & Mr. Saik    | La Sexy Mixtape                 |
| 2018 | "Todo Comienza En La Disco"       | Wisin & Yandel featuring Daddy Yankee                            | Victory                         |
| 2018 | "Amame o Matame"                  | Ivy Queen featuring Don Omar                                     | The Queen Is Here               |